# Alexeï Zamolodtchikov
Pour les articles homonymes, voir Zamolodtchikov.
Alexeï Borissovitch Zamolodtchikov (en russe : Алексей Борисович Замолодчиков, en anglais : Alexei Zamolodchikov), né le 18 septembre 1952 et mort le 18 octobre 2007 à Moscou, est un physicien russe surtout connu pour ses contributions en théorie quantique des champs, en gravité quantique et en théorie des cordes. Il est le frère jumeau d'Alexandre Zamolodtchikov.

## Biographie
Né à Novo Ivankovo près de Doubna, Zamolodtchikov obtient un baccalauréat universitaire en sciences en génie nucléaire de l'Institut de physique et de technologie de Moscou en 1976, puis un doctorat en physique à l'Institut de physique théorique et expérimentale. Sa thèse s'intitule Factorized scattering in asymptotically free two-dimensional models of quantum field theory (1979). 
Il siège un temps au conseil scientifique en cybernétique de l'Académie des sciences de l'URSS (1984–1987), puis travaille pour l'Institut de physique théorique et expérimentale à partir de 1987. De 1991 à 2007, il travaille à l'université Montpellier-II.
Il meurt à Moscou.